# Narodnooslobodilačka vojska i partizanski odredi Jugoslavije
Narodnooslobodilačka vojska Jugoslavije, ↓1 punim nazivom Narodnooslobodilačka partizanska i dobrovoljačka vojska Jugoslavije (NOP DVJ) ili Narodnooslobodilačka vojska i partizanski odredi Jugoslavije (NOV i POJ), ↓2 kraće i popularnije partizani, naziv je za oružane snage koje su vodile narodnooslobodilački rat na području Jugoslavije tijekom Drugoga svjetskoga rata pod vodstvom tadašnje Komunističke partije Jugoslavije. Smatraju se najuspješnijim europskim pokretom otpora, koji je pod vodstvom komunista naposljetku iznjedrio novu državu - Federativnu Narodnu Republiku Jugoslaviju.

## Ciljevi
Pokret je bio vojno krilo Jedinstvene narodnooslobodilačke fronte (JNOF) – koalicije predvođene Komunističkom partijom Jugoslavije (KPJ) i predstavljene AVNOJ-em,  ratnom skupštinom Jugoslavije. Njegov primarni cilj bio je borba protiv okupatora. Jedini izvor ratnog materijala je, osim oružja ostalog nakon rasprada jugoslavenske kraljevske vojske nakon Travanjskog rata 1941, dugo vremena bio ratni plijen – tek 1944. počela je pristizati britanska pomoć. Drugi cilj je bio stvoriti saveznu multietničku komunističku državu na području Jugoslavije. U tom smislu, KPJ je pokušavala privući različite etničke skupine i manjine deklariranom politikom ravnopravnosti.
Ciljevi drugog gerilskog pokreta na području Jugoslavije, četnika, bili su održavanje Dinastije Karađorđević, time osiguravajući prevlast srpske populacije i stvaranje Velike Srbije etničkim čišćenjem i brojnim zločinima nad Hrvatima, Muslimanima i Albancima u područjima koje su smatrali povijesno ili pravno srpskima.
Odnosi između partizana i četničkog pokreta bili su izrazito napeti od samog početka, a od listopada 1941. razvili su se u otvoreni sukob. Titova jugoslavenska politika bila je suprotna četničkim planovima o Velikoj Srbiji, dok je četnički monarhizam bio neprihvatljiv komunistima. U početnom razdoblju partizanske snage su bile većinski srpske te nepovjerljive prema međunacionalnoj suradnji; pojedine postrojbe bile su osumnjičene za zločine nad Muslimanima (primjerice, pokolj žena i djece u travnju 1942. u Hercegovini). Imena Hrvata i Muslimana zapovjednika partizanskih snaga morala su se na početku kriti pseudonimima od pripadnika pokreta, većinom Srba.

## Ime
Vojska i pokret najčešće su nazivani "partizani" tijekom čitavog rata. Međutim, zbog čestih promjena veličine i strukturnog preustroja, partizani su nosili četiri službena imena:
- Narodnooslobodilački partizanski odredi Jugoslavije (NOPOJ) (lipanj 1941. - siječanj 1942.)
- Narodnooslobodilačka partizanska i dobrovoljačka vojska Jugoslavije (NOP i DVJ) (siječanj 1942. - studeni 1942.)
- Narodnooslobodilačka vojska i partizanski odredi Jugoslavije (NOV i POJ) (studeni 1942. - veljača 1945.)
- Jugoslavenska armija (JA) - 1. ožujka 1945., NOVJ je preustrojen u redovne oružane snage Jugoslavije te je prikladno i preimenovana.

Od odluke o pokretanju ustanka u lipnju 1941. pokret je izvorno nazvan Narodnooslobodilački partizanski odredi Jugoslavije, NOPOJ) te je stoga ukratko bio poznat kao partizani. Unatoč činjenici da naziv partizani znači gerilsko ratovanje, partizani su koristili taj način borbe samo do 1944.
Tijekom 1942. puno službeno ime pokreta bilo je Narodnooslobodilačka partizanska i dobrovoljačka vojska Jugoslavije (NOP i DVJ). Promjena je trebala odražavati narav vojske kao dobrovoljačke.
U studenom 1942. pokret je preimenovan u Narodnooslobodilačku vojsku i partizanske odrede Jugoslavije (NOV i POJ), ime koje je nosio do kraja rata. Ovo posljednje službeno ime je najčešće vezano uz partizane i odražava činjenicu da su proleterske brigade i druge pokretne postrojbe bile organizirane u Narodnooslobodilačku vojsku, uz postojanje lokalnih partizanskih odreda. PO su ovom promjenom definitivno sve više napuštani, a naglasak je stavljan na veće, pokretne postrojbe. Počevši od studenog 1942., partizanska vojska sve češće je nazivana samo "narodnooslobodilačkom vojskom", dok se termin "partizani" koristio za čitavi pokret (uključujući, primjerice, i AVNOJ).
Ime Jugoslavenska armija (JA) oružane snage su zadržale do 1951., kad su zadnji put i definitivno preimenovane u JNA.

## Kratki prikaz razvoja
Pripremajući oružani ustanak, KPJ je 27. lipnja 1941. ustrojila "Glavni štab Narodnooslobodilačkih partizanskih odreda Jugoslavije", na čijem je čelu Josip Broz Tito. Odredi koji se osnivaju na terenu često (pa tako i u Hrvatskoj) u to doba usvajaju ime "gerilski" a ne "partizanski".[nedostaje izvor] Tijekom jeseni 1941., svugdje je nametnuto ime "partizanski". 26. rujna 1941. Glavni štab NOPOJ preimenovan je u Vrhovni štab. Osnivaju se glavni štabovi (stožeri) za pojedine dijelove zemlje, pa tako i Glavni štab narodnooslobodilačkih partizanskih odreda Hrvatske. Glavni štab NOPO Hrvatske imao je pod svojim neposrednim zapovijedanjem pet operativnih zona uključujući Slavoniju sa Srijemom (bez Baranje), Dalmaciju do Neretve s livanjskim krajem i zapadnim dijelom Pelješca, poslije i istarske krajeve uključenu u FD Hrvatsku. Ostatak južne Dalmacije dolazi pod nadležnost GŠ NOPO Hrvatske ukidanjem nadležnosti Operativnoga štaba za Hercegovinu.
Prelazak s gerilske taktike na složenije oblike borbe obilježen je osnivanjem Prve proleterske narodnooslobodilačke udarne brigade, 21. prosinca 1941. Osnovana je kao postrojba sposobna djelovati gdjegod se ukaže potreba, te nije bila vezana uz pojedini teren kao što su bili gerilski odredi. Brigade su od početka pod snažnom kontrolom KPJ, s političkim komesarima u svim jedinicama.
Kako bi se u Narodnooslobodilački pokret privukli oni koji odbijaju naziv "partizan" ili postojanje političkih komesara, predviđeno je osnivanje tzv. "dobrovoljačkih odreda" koji su labavije vezani uz Narodnooslobodilački pokret na čelu s KPJ. U siječnju 1942. Vrhovni štab mijenja ime u Vrhovni štab NOP i DVJ (Narodnooslobodilačke partizanske i dobrovoljačke vojske Jugoslavije). Dobrovoljački odredi postojali su uglavnom na području istočne Bosne. Do kraja 1942. uglavnom su bili raspušteni ili uključeni u NOVJ.
Uz partizanske i dobrovoljačke odrede, osnivani su i samostalni bataljoni (bojne) te brigade kao mobilne postrojbe. Brigade ubrzo postaju osnovni nositelji borbe. Kako bi se naglasila njihova mobilnost, a također i idejna čvrstina, bataljoni i brigade dobivaju epitete "udarna" i "proleterska". Do sredine 1942. bilo je ustrojeno sedam brigada, a do kraja 1942. još 29. Brigade su imale između 500 i 3.000 boraca te postaju sposobne ne samo za gerilsko, već i za frontalno djelovanje kada postoje odgovarajući uvjeti. U studenome 1942. od većine brigada ustrojava se osam divizija, od čega je njih šest udruženo u dva korpusa (zbora). Divizije su imale između 2.000 i 5.000 boraca. Uvodi se izraz "Narodnooslobodilačka vojska" te se sukladno tome preimenuje i Vrhovni štab. U tom trenutku partizanska je vojska dobro organizirana s čvrstim i jedinstvenim zapovjedništvom te pod punom političkom kontrolom KPJ.
U procesu stvaranja jedinstvene vojske, u svibnju 1943. u NOVJ su uvedeni činovi (dotada su postojale samo oznake dužnosti). U listopadu 1943. ustrojen je i Štab mornarice NOVJ-a, a u drugoj polovici 1944. i Zapovjedništvo i Stožer zrakoplovstva NOVJ-a (Komanda i Štab vazduhoplovstva NOVJ).Prepoznavši da ni četnici, ni HSS - koji su i jedni i drugi mnogo očekivali od zapadnih saveznika - ne sudjeluju u borbi protiv Nijemaca, velika Britanija je odlučila 1943. godine snažno poduprijeti NOVJ; odbivši ponudu vodstva HSS-a da uz potporu dijela ustaškog vodstva osigura prelazak vojnih snaga NDH na stranu saveznika, te presudno smanjivši potporu četnicima. Kako je to nakon uspostave savezničke vojne prisutnosti u južnom dijelu Italije pred kraj 1943. godine bila doprema britanske vojne pomoći lakše izvediva zrakom, a potom i morem - osim Visa su partizani potkraj 1944. god. ovladali južnim Jadranom, uključujući i Dubrovnik - ova će saveznička potpora definitivno preokrenuti odnos snaga za korist partizana. Nakon što su zapadni saveznici otklonili mogućnost da prihvate NDH na svoju stranu, dio vodstva HSS je odlučio surađivati NOVJ, te su Hrvati počeli u znatnim brojevima pristupati u partizanske postrojbe. Njihova pobjeda je počela izgledati posve izvjesnom, kada su u listopadu 1944. godine snage sovjetske Crvene armije i Bugarske carske vojske prešle bugarske zapadne granice potisnuvši Nijemce iz Srbije i Makedonije, te omogućivši uspostavu vlasti Titove Jugoslavije - koje su odmah pristupile mobilizaciji lokalnih vojnih obveznika - na tom prostranom području.
Do kraja 1944. partizanske snage su imale 650.000 partizana i partizanki organiziranih u 4 armije i 52 divizije, koje su pribjegavale konvencionalnom ratovanju (za razliku od prijašnjeg pretežnog gerilskog ratovanja). Do travnja 1945. bilo je preko 800.000 partizana - sada pod novim imenom Jugoslavenska armija. Kontrola komunista nad tom vojnom snagom bila je posve neupitna, a zahvaljujući toj kontroli nad oružanom silom, uspostavili su komunisti vrlo čvrstu vlast na čitavom području nove Jugoslavije.

## Pozadina i razlozi
| Obavijest o strijeljanju desetorice komunista, odmazdi za smrt redarstvenika Ljudevita Tiljka. Proglašeni su "duhovnim začetnicima zločina". |  | Obavijest o strijeljanju desetorice komunista, odmazdi za smrt redarstvenika Ljudevita Tiljka. Proglašeni su "duhovnim začetnicima zločina".        |
| Obavijest o strijeljanju desetorice komunista, odmazdi za smrt redarstvenika Ljudevita Tiljka. Proglašeni su "duhovnim začetnicima zločina". |  | Hrvatski partizan Stjepan "Stevo" Filipović uzvikuje "Smrt fašizmu, sloboda narodu!" prije nego će ga pogubiti Srbijanska državna straža u Valjevu. |

6. travnja 1941. Kraljevina Jugoslavija je bila napadnuta sa svih strana od Sila Osovine, prvenstveno nacističke Njemačke, no uključujući i talijanske, mađarske i bugarske postrojbe. Tijekom invazije Luftwaffe je bombardirala Beograd. Nakon nešto više od deset dana, 17. travnja Jugoslavenska vojska je potpisala bezuvjetnu predaju. Osim što je bila beznadno slabo opremljena u usporedbi s Wehrmachtom, JV je pokušala braniti sve granice, što je samo još više razvuklo ionako oskudne dostupne resurse.
Odredbe i posljedice kapitulacije su bile izuzetno teške, jer su Sile Osovine potpuno razbile Kraljevinu Jugoslaviju. Njemačka je okupirala sjevernu Sloveniju, zadržavajući okupacijsku vlast u krnjoj srbijanskoj državi i značajan utjecaj nad svojom marionetskom državom NDH na većini područja današnje Hrvatske, BiH i Srijema. Mussolinijeva Fašistička Italija okupirala je ostatak Slovenije (pripojivši i preimenovavši Ljubljansku Provinciju), Kosovo, veći dio Dalmacije (s gotovo svim otocima). Italija je kontrolirala novostvorenu crnogorsku marionetsku državu te je ustanovila monarhiju u NDH, doduše tek formalno. Kraljevina Mađarska poslala je svoju III. armiju u Vojvodinu, Bačku i Baranju, pritom pripojivši i Međimurje i slovensko Prekmurje. Bugarska u međuvremenu je pripojila čitavu Makedoniju i manje dijelove Srbije i Kosova. Raspad Jugoslavije, stvaranje novih marionetskih država i pripajanje dijelova teritorija Silama Osovine bilo je nespojivo s tadašnjim međunarodnim pravom.
Ovisno o području, okupacijske snage i nove vlasti odnosile su se toliko loše prema civilnom stanovništvu da su partizani uživali ne samo široku podršku, već su za mnoge bili jedini način preživljavanja (primjerice, talijanska uprava u Dalmaciji, zločini NDH nad dijelom srpskog stanovništva). Početkom okupacije, njemačke snage su vješale i strijeljale bez obzira na dob i spol. Kasnije je uspostavljena odredba o krvnoj osveti od 100 mještana za jednog ubijenog njemačkog vojnika.[nedostaje izvor] Nastupila je opća pravna nesigurnost, s raznim paravojnim postrojbama i stranim vojnicima koji su činili zločine nad civilima. Vlada NDH ubrzo nije bila u stanju uspostaviti vlast na čitavom području, što je rezultiralo pojačanim pritiskom ustaške vojnice i njemačke vojske na civile.[nedostaje izvor]
Usred razmjernog kaosa, Komunistička partija Jugoslavije počela je organizirati i ujedinjavati antifašističke frakcije i političke snage u opći ustanak. KPJ, na čelu koje je bio Josip Broz Tito, zabranjena je još Obznanom 1921. nakon uspjeha na izborima te je otad bila u ilegali. Tito, međutim, nije mogao pokrenuti ustanak bez odobrenja/podrške SSSR-a zbog sporazuma Molotov-Ribentropp, još uvijek na snazi, te je bio prisiljen čekati.[nedostaje izvor]

## Organizacija i početci ustanka
Operacija Barbarossa, invazija na Sovjetski Savez, počela je 22. lipnja 1941. Istog dana, u šumi Brezovici kraj Siska, ustrojena je prva antifašistička postrojba, Prvi sisački partizanski odred. Ovaj nadnevak u kasnijoj službenoj jugoslavenskoj historiografiji je bio prešućivan i ignoriran.[zašto?] Ustanak pod vodstvom Tita izbio je dva tjedna kasnije, u središnjoj Srbiji. Politbiro Centralnog komiteta KPJ donio je u Beogradu 27. lipnja odluku o osnivanju Glavnog štaba NOPOJ (Glavnog stožera), za čijeg je zapovjednika imenovan generalni sekretar (glavni tajnik) KPJ, Josip Broz Tito. Bio je to izraz koncepcije da se započne široki ustanak i narodnooslobodilački pokret s osloncem na sela, umjesto ograničavanja na štrajkove, sabotaže, atentate i druge akcije u gradovima. KPJ je službeno odlučila donijeti odluku o pokretanju oružanog ustanka 4. srpnja, dan koji je kasnije u SFRJ slavljen kao Dan borca. Žikica Jovanović Španac ispalio je prvi hitac 7. srpnja, na datum kasnije proglašen Danom ustanka u SR Srbiji. 12. srpnja KPJ je proglasom pozvala narode Jugoslavije na oružanu borbu.
Članovi Glavnog štaba, uz Tita, bili su članovi Politbiroa KPJ: Milovan Đilas, Edvard Kardelj, Rade Končar, Franc Leskošek, Ivan Milutinović i Aleksandar Ranković, te istaknuti komunistički vođe Sreten Žujović, Ivo Lola Ribar i Svetozar Vukmanović Tempo. Uspostavljena je "personalna unija" između političkog i vojnog rukovodstva. Vojne funkcije su u tijeku cijeloga rata ostale podređene političkim ciljevima; civilnim organima vlasti gotovo uvijek je davana prednost. Od desetorice članova Glavnog štaba, jedino je Tito imao vojno iskustvo (kao vodnik u austro-ugarskoj vojsci). Ovaj nedostatak nadoknađen je kasnije postavljanjem vojnih stručnjaka (bivših dobrovoljaca u Španjolskom građanskom ratu i redovnih ili pričuvnih časnika JV) u niža tijela.
10. kolovoza u srbijanskom planinskom selu Stanuloviću partizani su osnovali stožer partizana Kopaonika. Njihovo oslobođeno područje, koje se sastojalo od obližnjih sela, nazvano je "rudarska republika" te je palo nakon 42 dana. Kasnije su se borci pridružili partizanskim postrojbama.
Ustanak je ubrzo započeo u raznim dijelovima bivše Jugoslavije, bez obzira na političke podjele koje su uvele okupacijske snage. Tito je, kao vrhovni zapovjednik, izradio upustva pod naslovom Zadatak narodnooslobodilačkih partizanskih odreda, objavljena u Biltenu Glavnog štaba NOPOJ 10. kolovoza. Cilj odreda je, prema tim uputstvima, oslobođenje naroda Jugoslavije od okupatora i borba protiv njegovih suradnika. Partizanski odredi su borbeni odredi naroda Jugoslavije u kojima se nalaze rodoljubi, nezavisno od političkog uvjerenja, i nisu u službi nijedne partije. Partija je, kako bi privukla masovnu podršku, izostavila cilj "socijalnog oslobođenja", odnosno revolucionarni prevrat.
Na Savjetovanju u Stolicama (kod Krupnja, na teritoriju tzv. Užičke Republike) 26. rujna 1941. odlučeno je da se u svim ustaničkim odredima uvede jedinstven ustroj i zajedničko vodstvo, te uvede institucija političkih komesara. Glavni štab NOPOJ preimenovan je u Vrhovni štab kojem je na čelu Tito, te su, u skladu s federalističkom koncepcijom KPJ o preuređenju Jugoslavije, ustrojeni njemu podređeni glavni stožeri za Sloveniju, Hrvatsku, Srbiju, Bosnu i Hercegovinu i Crnu Goru. Odred je zadržan kao najveća postrojba (manje nezavisne postrojbe su bile čete, a najmanje partizanske grupe), a prema potrebi mogu se formirati grupe odreda. Odred se dijeli na dvije do četiri bojne, zatim na čete, vodove i desetine. Utvrđeno je da četa bude osnovna jedinica koja ima 80-120 boraca. Skrenuta je pozornost na značaj unaprjeđenja obavještajne službe, saniteta i intendature.
U svim postrojbama uvedeni su politički komesari, koji će brinuti o disciplini, moralu i provođenju političke linije KPJ. Odlučeno je i da se na svim oslobođenim područjima osnivanju narodnooslobodilački odbori kao organi "narodne vlasti" i razvija politička aktivnost u narodu. Za amblem pripadnika partizanskih jedinica određen je komunistički simbol, crvena petokraka zvijezda (nosili su je i vojnici SSSR-a). Ove su odluke bile protivne uputama koja je preko radio-veze iz Moskve davala Kominterna, da se ne ide u organizaciju nove vlasti (tj. da se akcije ograniče na pokret otpora bez ambicije da se započne narodnooslobodilački rat i komunističku revoluciju) i da ne ističu komunistički simboli, jer je u ovoj fazi borbe, da bi se pomoglo SSSR-u, potrebno mobilizirati što šire slojeve stanovništva.
Nakon poraza ustanka u Srbiji i Crnoj Gori, krajem 1941. Vrhovni štab povlači se na teritorij NDH. Koncepcija vojske sastavljene samo od odreda, koje čine stanovnici nekog užeg područja i vezani su uz taj teritorij, pokazala je ozbiljne manjkavosti. 21. prosinca 1941. u mjestu Rudo ustrojena je Prva proleterska udarna brigada, prva redovna partizanska vojna postrojba, pripravna djelovati izvan svog lokalnog područja. Zamišljena je kao pokretna postrojba koja se po potrebi može prebaciti na bilo koje područje gdje se vode borbe. Tijekom 1942., brigade su postale osnovne vojne jedinice, kombinirajući gerilsku i frontalnu borbu.
Vrhovni štab od kraja siječnja 1942. boravi u Foči. Tu je donesena odluka da se uz partizanske jedinice, koje su po odlukama iz Stolica pod kontrolom komunističke partije preko komesara i zapovjednika koje imenuje Vrhovni štab, ustroje i dobrovoljački odredi, koji su van političke kontrole. U njih su ušli uglavnom pobunjeni Srbi iz istočne Bosne, koji nisu htjeli prihvatiti komunističko vodstvo, ali ni pristupiti četnicima. 1942. partizanski odredi službeno su pridruženi u NOV i POJ, čije su postrojbe imale približno 236.000 vojnika u prosincu 1942.
Razmjeri podrške partizanima su se razlikovali obzirom na područje i nacionalnost, odražavajući egzistencijalne brige lokalnog stanovništva i vlasti. Nakon što je 40 hrvatskih komunista osnivanjem partizanskog odreda simbolično pokrenulo ustanak u Hrvatskoj, on je dobivao sve više pristaša. Ustanak pod vodstvom Tita u Srbiji, podignut dva tjedna kasnije, (Užička Republika), bio je brzo slomljen te je poslije toga podrška partizanima značajno pala. Broj partizana u Srbiji bio je zanemariv do kraja 1943., kad je počeo dobivati veću podršku zbog uspješne borbe protiv Sila Osovine.
Srbi u NDH su se uglavnom okrenuli multietničnim partizanima, dok ih se dio (pogotovo s tromeđe Like, Bosne i Dalmacije) pridružio rojalistima, četnicima, čiji su se brutalnost i zločini uspoređivali s ustaškima. Povjesničar Tim Judah primjećuje da je početna prevaga Srba u partizanima U Hrvatskoj zapravo značila da je izbio građanski rat - u Hrvatskoj i među Srbima samima. Slična obilježja građanskog rata zamjetljiva su i hrvatskom nacionalnom korpusu.

## Operacije

### Otpor i odmazda
Partizani su isprva vodili gerilsku kampanju koja je uživala postupno sve veću podršku stanovništva, ali i sve veći uspjeh. Ujedno su uspjeli pod svoj nadzor staviti brojne dijelove bivše Jugoslavije. Njima su upravljali putem Narodnooslobodialačkih odbora (NOO), koji su ustrojeni kao lokalna samouprava u oslobođenim dijelovima zemlje. Ponegdje su uspjeli uspostaviti i priručne primitivne radionice oružja.[nedostaje izvor]
Ipak, na samom početku,partizanske snage su bile razmjerno male, slabo naoružane i bez ikakve infrastrukture. No, imali su dvije važne prednosti nad ostalim vojnim i paravojnim formacijama na području razbijene Jugoslavije: prva i najvažnija bio je mali, ali iznimno vrijedan kadar jugoslavenskih dragovoljaca iz Španjolskog građanskog rata; oni su bili jedini na području čitave Jugoslavije s borbenim iskustvom u modernom ratovanju, i to u uvjetima prilično sličnima onima Drugog svjetskog rata u Jugoslaviji. Druga prednost, koja se očitovala sve više krajem rata, bila je činjenica da partizani nisu bili zasnovani na nacionalnosti, već ideologiji, što im je donijelo barem nekakvu podršku na svakom području, za razliku od drugih postrojbi i vojski. To je omogućilo partizanskim postrojbama pokretljivost i široku bazu za novačenje.
Okupacijske i kvislinške snage su bile itekako svjesne partizanske prijetnje, protiv koje su poduzimali energične akcije čišćenja i čitave kampanje. One su u kasnijoj jugoslavenskoj historiografiji zabilježene kao Sedam neprijateljskih ofenziva:
- Prva neprijateljska ofenziva bila je kampanja pokrenuta u jesen 1941. protiv "Užičke Republike", područja pod nadzorom partizana u zapadnoj Srbiji.[34] U studenom 1941. njemačke postrojbe slomile su otpor i zaposjele područje te se većina partizana povukla prema istočnoj Bosni i Sandžaku.[35] Nakon tih rata će sve do kraja 1944. godine djelovanje partizana na području Srbije biti tek slabo. Tijekom ove ofenzive slaba suradnja partizana i četnika u Srbiji je potpuno prestala te se razvila u otvoreni sukob.[36]
- Druga neprijateljska ofenziva, koordinirana akcija NDH i Sila Osovine u siječnju 1942. protiv partizana u istočnoj Bosni.[34] Partizanske postrojbe su izbjegle okruženje te su se u teškim zimskim uvjetima povukle preko planine Igman pokraj Sarajeva, što je bilo poznato kao Igmanski marš.[37]
- Treća neprijateljska ofenziva, široka operacija protiv partizana u istočnoj Bosni, Crnoj Gori, Sandžaku i Hercegovini u proljeće 1942.[34] Bila je poznata i kao Operation TRIO te je završila patizanskim uzmakom u zadnji čas.[38] Ova operacija je često pogrešno poistovjećivana s Bitkom na Kozari što se odigrala u ljeto 1942.[nedostaje izvor]
- Četvrta neprijateljska ofenziva, usmjerena protiv "Bihaćke Repub like", poznata i kao Bitka na Neretvi ili Fall Weiss (slučaj bijelo), široki okršaj na prostoru između zapadne Bosne i sjeverne Hercegovine, kulminirao je povlačenjem partizana preko Neretve.Partizanske postrojbe pretrpjele su vrlo teške gubitke, ali su ostale na okupu i ostale sposobne za daljnje borbe. Ova se ofenziva odigralae između siječnja i travnja 1943.[39]
- Peta neprijateljska ofenziva, poznata i kao Bitka na Sutjesci ili Fall Schwarz (slučaj crno).[34] Operacija je uslijedila odmah po Četvrtoj ofenzivi te je uključivala potpuno okruženje partizanskih snaga u jugoistočnoj Bosni i sjevernoj Crnoj Gori u svibnju i lipnju 1943. Gubitci glavnih partizanskih snaga uključenih u ove operacije su bili izrazito teški, ali se one ipak nisu raspale, nego su se ubrzo uključile u daljnje borbe.[nedostaje izvor]
- Šesta neprijateljska ofenziva bila je niz akcija koje su poduzeli Wehrmacht i tek u maloj mjeri Ustaška vojnica nakon kapitulacije Italije u svrhu zaposjedanja i kontrole jadranske obale krajem 1943. i početkom 1944.[34]
- Sedma neprijateljska ofenziva, zadnji udar u proljeće 1944., uključivala je operaciju "Konjićev skok" (Operation Rösselsprung), neuspješni pokušaj likvidacije Tita i vodstva NOVJ-a u Drvaru.[34]

Najveće operacije zajedno su provodile mnoge snage, Wehrmacht, SS, Fašistička Italija, Ustaše, Četnici i do neke mjere bugarske postrojbe.[nedostaje izvor]

### Saveznička potpora
Tijekom vremena partizani su zadobili moralnu i materijalnu podršku zapadnih Saveznika, koji su u prvom dijelu rata podupirali četnike Draže Mihailovića. No, 1943. Saveznici su konačno dobili dokaze o njihovoj suradnji s Nijemcima, što su osvjedočile mnoge savezničke vojne misije poslane ne obje strane tijekom rata.
Kako bi prikupili obavještajne podatke, agenti Saveznika su se pridružili i partizanskim i četničkim redovima. Podatci i procjene dobiveni od časnika za vezu pri pokretima otpora bili su ključni za uspjeh misija opskrbe te su vršili glavni utjecaj na savezničku strategiju i pristup prema Jugoslaviji. Ti obavještajni podatci rezultirali su prekidanjem veza s četnicima i potporom Titovim partizanima. 1942. ograničena i oskudna materijalna podrška slana je obama pokretima u jednakim količinama. No, sljedeće godine nastupila je promjena. Prilikom njemačke Operacije Schwarz (Pete neprijateljske ofenzive) usmjerene protiv partizana, Britanci su poslali F.W.D. Deakina na obavještajnu misiju. Njegova izvješća sadržavala su dva važnja opažanja. Kao prvo, partizani su se ustrajno i agresivno borili protiv njemačke 1. gorske i 104. lake divizije, pretrpjeli su teške gubitke te su trebali podršku. Kao drugo, čitava njemačka 1. gorska divizija vlakom je bez problema prošla preko teritorija pod nadzorom četnika. Britanska presretanja njemačkih poruka potvrdila su odsutnost četničkog otpora. Sve u svemu, obavještajni podatci rezultirali su pojačanim savezničkim zanimanjem za zračne operacije u Jugoslaviji i promjenom politike. U rujnu 1943, na Churchillov zahtjev, stožerni brigadir Fitzroy Maclean se spustio padobranom u Titov stožer kraj Drvara kako bi služio kao trajni, službeni časnik za vezu s partizanima. Iako su četnici i nadalje ponekad opskrbljivani, velika većina pomoći odlazila je partizanima.
Nakon savezničke Konferencije u Teheranu NOVJ je službeno priznat kao narodnooslobodilačka sila i saveznica. Saveznici su ujedno ustrojili eskadrilu RAF-a (pod utjecajem Fitzroya Macleana) s ciljem pružanja veće taktičke zračne podrške NOVJ-u. Tijekom sastanka s Franklinom Rooseveltom i Združenim savezničkim stožerom 24. studenog 1943., Winston Churchill je istaknuo:
Kapitulacijom Italije u rujnu 1943. partizani dobivaju novi zamah. Odmah zauzimaju većinu područja koja je prije kontrolirala Italija, preuzimaju naoružanje, skladišta, streljivo. Kratkotrajno je oslobođen i Split. Ospkrbljuju se i popunjavaju redove (Talijani antifašisti čak pristupaju u njihove redove) te se pred nastupanjem Nijemaca i snaga NDH povlače u unutrašnjost i na otoke. Uz pomoć angloameričkih snaga (koje su se u međuvremenu iskrcale na Siciliji i zauzele južnu Italiju) partizani se utvrđuju na Visu, gdje se smješta i glavni stožer. I drugi otoci su bili važna uporišta, a jedan po jedan oslobađani su svi otoci južne i srednje Dalmacije. Jadranom plovi britanska mornarica, iz zračnih luka u Italiji i s Visa djeluju saveznički zrakoplovi, koji snagama NDH i Nijemcima nanose teške gubitke. Održavanje pomorskih veza između Visa i luka Južne Italije (posebno Barija) bilo je redovito već koncem 1943. godine. Brodovi su prebacivali u Italiju partizanske ranjenike i zbjegove civila (više od 55 tisuća uglavnom staraca, žena i djece i 11 tisuća ranjenika), a na povratku su dopremali savezničku pomoć.

### Pojačane aktivnosti 1943. – 1945.
Od kraja 1943. godine zapadni saveznici - u prvom redu Velika Britanija - dopremaju znatnu pomoć u oružju i vojnom materijalu, te su pripadnici NOVJ od tada uglavnom odjeveni u britanske uniforme i u velikoj mjeri naoružani britanskim osobnim naoružanjem. Pomoć se doprema zračnim putem, te morem: NOVJ uspijeva održati Vis pod svojom kontrolom od kapitulacije Italije 1943. pa sve do kraja rata. Od jeseni 1944. godine, kada na područje Srbije dolazi Crvena armija i omogućava oslobođenje Beograda, počet će stizati znatna vojna pomoć i iz Sovjetskog Saveza; te je suradnja NOVJ sa zapadnim saveznicima - koji po prirodi stvari nisu blagonaklono gledali na namjere komunista da po završetku rata nametnu komunističku vladavinu - od tada opterećena nepovjerenjem.
Sa savezničkom zračnom podrškom (Operacija Flotsam) i pomoći Bugarske armije i Crvene armije, u drugoj polovici 1944. NOVJ se okrenuo situaciji u Srbiji, gdje većih borbi nije bilo od sloma Užičke Republike krajem 1941. 20. listopada Crvena armija, bugarske snage i partizani su nakon teških borbi i djelovanja topništva zauzeli Beograd u zajedničkoj Beogradskoj ofenzivi. Do dolaska zime, snage NOVJ-a kontrolirale su gotovo čitavu istočnu polovicu Jugoslavije - Srbiju, Makedoniju i Crnu Goru, kao i veći dio Dalmacije. Nakon prosinačkih operacija, kojima je oslobođen Knin, oslobođena je i čitava Dalmacija. Pozivi vojnicima na drugim stranama na pristupanje NOVJ-u pojačali su broj prebjega iz Domobranstva u Hrvatskoj i BiH, kao i četnika na tim područjima, u Crnoj Gori i Srbiji.
Početkom 1945. NOVJ je imao 800.000 boraca te je uz pomoć Bugara i Crvene armije probila Srijemsku bojišnicu. Sarajevo je zauzeto početkom travnja, dok je NOVJ ušao u Zagreb 8. svibnja 1945. Nakon ogorčenih borbi oko Rijeke i prolaska kroz Istru, partizani su ušli u Trst dva dana prije angloamerikanaca.
Tzv. Bitka kod Poljane, često nazivana "posljednjom bitkom Drugog svjetskog rata u Europi, bio je sukob sa snagama Wehrmachta i kvislinškim postrojbama blizu Prevalja u Koruškoj između 14. i 15. svibnja 1945.; riječ je bila o borbi uz upotrebu lakog pješačkog naoružanja, kada su snage Jugoslavenske armije zapriječile prolaz većoj koloni osovinskih vojnika koja je htjela prijeći u Austriju. Posljednji džep otpora odo Odžaka u Bosanskoj Posavini s oko 450 vojnika bivše NDH slomljen je tek 25. svibnja.

## Rodovi
Jugoslavenski partizani bili su jedini pokret otpora u okupiranoj Europi koji je, uz kopnene snage, imao i koristio značajnije pomorske i zračne snage.

### Partizansko zrakoplovstvo
Partizani su zadobili zrakoplovne snage u svibnju 1942., kad su piloti dvaju zrakoplova Zrakoplovstva NDH (francusko-jugoslavenskih Potez 25 i Breguet 19, dvokrilaca nekadašnjeg Kraljevskog jugoslavenskog zrakoplovstva), Franjo Kluz i Rudi Čajavec, prebjegli partizanima u Bosni. Kasnije su ovi piloti koristili svoje zrakoplove protiv Sila Osovine u ograničenim operacijama. Iako kratkog vijeka zbog nedostatka infrastrukture, ovo je bio prvi slučaj pokreta otpora s vlastitim zrakoplovstvom. U tijeku rata partizansko zrakoplovstvo je bilo uništavano i ponovno osnivano nekoliko puta dok nije postalo trajna institucija. Partizani su kasnije ustrojili trajno zrakoplovstvo primivši zrakoplove, opremu i obuku od zarobljenih ili prebjeglih pilota NDH, britanskog RAF-a (vidi BAF) te kasnije i sovjetskog zrakoplovstva.[nedostaje izvor]

### Partizanska mornarica
Pomorske snage NOP-a osnovane su 19. rujna 1942., kad su hrvatski partizani u Makarskom primorju, u Podgori, ustrojili prvi mornarički odred od ribarskih brodova. Mornarica je postupno narasla u snagu koja je napadala talijansku mornaricu. Iako je surađivala s Britancima u pomorskim bitkama protiv Kriegsmarine, njene glavne zadaće su bile prijevoz materijala, boraca, ranjenika i zbjegova, prepadi i diverzije te likvidacija Mornarice NDH.
Na vrhuncu rata, Partizanska mornarica je posjedovala 9 ili 10 naoružanih brodova, 30 ophodnih brodova, blizu 200 opskrbnih brodova, 6 obalnih bitnica te brojne mornaričke odrede na otocima, ukupno oko 3.000 boraca.[nedostaje izvor] 26. listopada 1943. organizirana je prvo u četiri, a potom u šest Pomorsko-obalnih sektora, POS. Zadaća mornaričkih snaga bila je osigurati prevlast na moru, osigurati obranu obale i otoka te napadati neprijateljske brodove, snage na otocima i obali.

## Sastav
Prema Titu, nacionalni sastav NOVJ-a u svibnju 1944. bio je 44% Srba, 30% Hrvata, 10% Slovenaca, 5% Crnogoraca, 2,5% Makedonaca i 2,5% bosanskohercegovačkih Muslimana. Prema enciklopediji holokausta Meomorijalnog muzeja holokausta SAD-a, "partizanski pokret bio je multietnički pokret otpora – uključujući Srbe, Hrvate, Bošnjake, Židove i Slovence."
Do travnja 1945. bilo je otprilike 800.000 partizana. Sastav po republikama i pokrajinama od 1941. do kasne 1944. bio je sljedeći:
|                     | kraj 1941. | kraj 1942. | rujan 1943. | kraj 1943. | kraj 1944. | članova SUBNOR-a 1978. (%) |
| ------------------- | ---------- | ---------- | ----------- | ---------- | ---------- | -------------------------- |
| Bosna i Hercegovina | 20.000     | 60.000     | 89.000      | 108.000    | 100.000    | 2,83                       |
| Hrvatska            | 7.000      | 48.000     | 78.000      | 122.000    | 150.000    | 5,77                       |
| Kosovo              | 5.000      | 6.000      | 6.000       | 7.000      | 20.000     | 2,88                       |
| Makedonija          | 1.000      | 2.000      | 10.000      | 7.000      | 66.000     | 3,65                       |
| Crna Gora           | 22.000     | 6.000      | 10.000      | 24.000     | 30.000     | 6,01                       |
| Središnja Srbija    | 23.000     | 8.000      | 13.000      | 22.000     | 204.000    | 5,64                       |
| Slovenija           | 2.000      | 4.000      | 6.000       | 34.000     | 38.000     | 6,84                       |
| Vojvodina           | 1.000      | 1.000      | 3.000       | 5.000      | 40.000     | 4,85                       |
| Ukupno              | 81.000     | 135.000    | 215.000     | 329.000    | 648.000    | 34,47                      |

Partizani su naučili nenametljivo komunizam promicati pod krinkom Narodnog fronta (JNOF) koji se obraćao svim stanovnicima Jugoslavije.U BiH, primjerice, geslo partizana bila je BiH kao ni srpska, ni hrvatska ni muslimanska, već slobodna i bratska zemlja u kojoj bi bi bila osigurana puna ravnopravnost svih narodnih skupina. Unatoč tome, Srbi su ostali dominantna skupina u partizanima tijekom rata, dijelom i zbog svoje brojnosti u Jugoslaviji. Talijanska nasilja i zločini te aneksija Dalmacije odbili su Hrvate u Dalmaciji od NDH. Talijanska suradnja s četnicima u sjevernoj Dalmaciji i zločini koje su oni počinili, poput zločina u Gatima kod Splita 1. listopada 1942. (96 mrtvih) te zločina u Zabiokovlju (141 mrtvih) Hrvatima su kao jedini izlaz ostavili pristupanje partizanima. Pavelićeva politika odricanja Dalmacije i dijelova Kvarnera u korist Italije i Mussolinijeva politika nasilne talijanizacije osigurala je pristupanje značajnog broja Hrvata partizanima već u jesen i zimu 1941.
U drugim krajevima pristupanje Hrvata partizanima bilo je otežano zbog težnji dijela Srba u partizanima o NOVJ-u kao ekskluzivno srpskom pokretu; kao posljedica, mnogi nesrbi skloni partizanima su odbijeni, a mnoga hrvatska sela su bila napadnuta ili pljačkana. Skupina mladih Židova iz Sarajeva pokušala se pridružiti partizanskom odredu u Kalinovniku, ali su ih Srbi odbili i vratili natrag u Sarajevo, gdje su mnoge uhitile i ubile njemačke i ustaške vlasti. Gerilsku borbu potaknuli su i brojni ustaški zločini prema Srbima, pomažući rast partizanskog pokreta.
Kako je saveznička pobjeda postajala izvjesnijom, sve više nesrba pristupalo je partizanima i NOP-u kao jamcu sigurnije budućnosti od prijeratne Jugoslavije sa srpskom hegemonijom. Kretanja u Srbiji bila su pod utjecajem savezničke potpore partizanima umjesto kraljevskoj vladi. Povećanje broja partizana u Srbiji, slično kao i u ostalim republikama, bilo je djelomično i posljedica Titovog poziva kojim je ponuđena amnestija svim suradnicima okupatora (osim ustaša, ljotićevaca i pripadnika SS-a) koji prijeđu u Partizane od 17. kolovoza 1944. Tad su deseci tisuća četnika, domobrana i slovenskih domobranaca prešli u partizane. Amnestija je ponovno ponuđena nakon njemačkog povlačenja iz Beograda 21. studenog te 15. siječnja 1945.

### Bosna i Hercegovina
Do početka 1942., po nacionalnosti gotovo isključivo Srbi, partizani u BiH su usko surađivali s četnicima, posebno u istočnoj Hercegovini i zapadnoj Bosni te su odbijali primiti Muslimane u svoje redove. Za mnoge Muslimane i Hrvate, ponašanje Srba u partizanima prema njima značilo je vrlo malo razlike između partizana i četnika. No, u nekim dijelovima BiH partizani su bili uspješni u privlačenju i Hrvata i Muslimana u svoje redove od samog početka, primjerice na području planine Kozare u sjeverozapadnoj Bosni i planine Romanije kraj Sarajeva. Na području Kozare, Hrvati i Muslimani činili su 25% sastava NOVJ-a krajem 1941.
Prema Hoareu, do kasne 1943., 70% partizana u BiH su bili Srbi, dok su Hrvati i Muslimani činili ostalih 30%. Ukupno gledano, tijekom rata partizani u BiH su bili 64,1% Srbi, 23% Muslimani i 8,8% Hrvati.

### Hrvatska
Iako su 1941. i 1942. većina hrvatskih partizana bili Srbi - unatoč činjenici da su činili oko 17% stanovništva u granicama poslijeratne i današnje Hrvatske -, do listopada 1943. većina su postali Hrvati. To je bio djelomično rezultat i prelaska partizanima dijela vodstva HSS-a u lipnju 1943., posebno Božidara Magovca, kao i zamaha nakon pada Italije.
Kako je postupno narodnooslobodilački pokret postajao sve prisutniji i popularniji, do kraja 1943. sve više Hrvata se pridruživalo partizanima. Krajem 1944., statistike pokazuju da su Hrvati činili 61% partizanskih snaga u Hrvatskoj, te iako je srpski doprinos od 28% značio njihovu veću zastupljenost od udjela u stanovništvu, Hrvati su postajali sve veća većina. Ovaj proces samo je ubrzan ponudom opće amnestije svima koji prijeđu partizanima iz snaga NDH do 15. rujna 1944. U razdoblju od 1. do 15. rujna 1944. prebjeglo je samo jedinicama Istočne grupe partizanskih odreda u okolici Bjelovara 245 domobrana s kompletnim naoružanjem.
Hrvatski partizani bili su ključni za NOVJ; do kraja 1943. Hrvatska, s 24% jugoslavenskog stanovništva, davala je više partizana nego Srbija, Crna Gora, Slovenija i Makedonija zajedno. Hrvatski partizani bili su jedinstveni pokret otpora u Europi po broju Židova u svojim redovima, a početkom 1943. uspostavili su ZAVNOH (Zemaljsko antifašističko vijeće narodnog oslobođenja Hrvatske) kao parlamentarnu, zastupničku skupštinu cijele Hrvatske, jedinstenu u tadašnjoj Europi. ZAVNOH je održao tri zasjedanja tijekom rata na privremeno oslobođenim područjima, okruženim njemačkim snagama i snagama NDH. Na četvrtom zasjedanju 24. i 25. srpnja 1945. u Zagrebu ZAVNOH se proglasio hrvatskim Saborom.
Prema Goldsteinu, među hrvatskim partizanima krajem 1941. bilo je otprilike 77% Srba i 21,5% Hrvata uz zanemariv broj drugih. Do kolovoza 1942. udio Hrvata je porastao na 32%, a do rujna 1943. i na 34%. Nakon kapitulacije Italije udjel Hrvata je nastavio rapidno rasti te je do početka 1944. među hrvatskim partizanima bilo 60,4% Hrvata, 28,6% Srba, 2,8% Muslimana i 8,2% drugih i boraca nepoznate narodnosti. Sveukupno tijekom rata hrvatski partizani (228.474) bili su 61% Hrvati (140.124) 28% Srbi (63.170), a ostalo su bili Slovenci, Muslimani, Židovi, Crnogorci, Talijani, Česi i Folksdojčeri.

### Slovenija
Slovenija je bila u jedinstvenom položaju, jer je bila podijeljena na tri dijela i pripojena nacističkoj Njemačkoj, fašističkoj Italiji i Horthyjevoj Mađarskoj. Kako je doveden u pitanje sam opstanak slovenske nacije, slovenski NOP bio je izuzetno kompaktan. Naglasak na očuvanju etničkog identiteta očitovao se imenovanjem postrojbi po slavnim slovenskim piscima, poput bataljona Ivan Cankar.
Slovenski partizani bili su vojno krilo Oslobodilačke fronte slovenskog naroda, osnovane 26. travnja 1941., koja se u početku sastojala od raznih skupina lijevog političkog usmjerenja, poput komunista i kršćanskih socijalista. Utjecaj komunista sve je više rastao te je njihova prevlast formalizirana Dolomitskom deklaracijom 1. ožujka 1943. Neki partizani i članovi OFSN bili su bivši članovi pokreta TIGR.
Slovenski partizani zadržali su specifičan ustroj i slovenski kao zapovjedni jezik do kraja rata. Od 1942. do 1944. nosili su trorogu kapu, koju su nazivali Triglavka, kasnije postupno zamijenjenu Titovkom. U ožujku 1945. službeno su spojeni s NOVJ-em.
Partizanske aktivnosti u Sloveniji počele su 1941. kao većinom neovisne od Titovih u drugim dijelovima Jugoslavije. U jesen 1942., Tito je pokušao po prvi put nametnuti kontrolu nad slovenskim partizanima. Vrhovnoi stožer neuspješno šalje Arsu Jovanovića na misiju uspostavljanja središnje kontrole nad slovenskim partizanima u travnju 1943., što se dogodilo tek 1944.
U prosincu 1943. na teško pristupačnom terenu sagrađena je partizanska bolnica Franja. Slovenski partizani emitirali su i vlastiti radijski program - Radio Kričač.

## Gubitci
Unatoč konačnom uspjehu, partizani su pretrpjeli teške gubitke tijekom rata. Partizanski gubitci od 7. srpnja 1941. do 16. svibnja 1945.:
|                         | 1941.  | 1942.  | 1943.  | 1944.   | 1945.   | Ukupno  |
| ----------------------- | ------ | ------ | ------ | ------- | ------- | ------- |
| Poginuli                | 18.896 | 24.700 | 48.378 | 80.650  | 72.925  | 245.549 |
| Ranjeni                 | 29.300 | 31.200 | 61.730 | 147.650 | 130.000 | 399.880 |
| Umrli od rana i bolesti | 3.127  | 4.194  | 7.923  | 8.066   | 7.800   | 31.200  |
| Nestali                 | 3.800  | 6.300  | 5.423  | 5.600   | 7.800   | 28.925  |

## Operacije spašavanja
Partizani su izveli mnoge akcije spašavanja oborenih savezničkih zrakoplovaca u Jugoslaviji. Primjerice, od 1. siječnja do 15. listopada 1944., prema statistici postrojbe za spašavanje zrakoplovaca Američkog zrakoplovstva, 1.152 američkih zrakoplovaca je izvučeno zračnim putem iz Jugoslavije, 795 uz pomoć partizana (te 356 uz pomoć četnika). Slovenski partizani spasili su 303 američka zrakoplovca, 389 zrakoplovaca i ratnih zarobljenika te 120 francuskih i drugih zarobljenika rata i prisilnih radnika.
Partizani su pomogli i stotinama savezničkih ratnih zarobljenika koji su pobjegli iz njemačkih zarobljeničkih logora u Austriji, posebno nakon 1943. Neki su izvučeni zračnim putem iz Semiča, dok su drugi kroz Hrvatsku prebačeni morem do Barija u Italiji. U proljeće 1944. britanska vojna misija u Sloveniji izvijestila je da ratni zarobljenici polagano bježe iz logora uz pomoć civila u Austriji te ih partizani preuzimaju na Dravi.
132 ratna zarobljenika spasili su slovenski partizani u kolovozu 1944. u prepadu na Ožbalt. U Ožbaltu, na austrijsko-slovenskoj granici, 50 km od Maribora, nalazio se slabo čuvan radni logor. Partizani su izvršili prepad i oslobodili sve zarobljenike. Kasnije su u noćnoj zasjedi poginula dvojica zarobljenika i dva partizana. Na kraju su dospjeli u Semič, u Koruškoj. 21. rujna 1944. odletjeli su za Bari s aerodroma kod Otoka kraj Gradca.

## Nakon rata
Nakon Sporazuma Tito-Šubašić dolazi 7. ožujka 1945. do formiranja koalicijske vlade Demokratske Federativne Jugoslavije na čelu s Josipom Brozom Titom. Narodnooslobodilačka vojska Jugoslavije preimenovana je u Jugoslavensku armiju i postaje legalna vojna sila DFJ. Većina divizija udružena je u četiri armije, a vojska je centalizirana ukidanjem glavnih stožera republika i pokrajina. Pod punom komunističkom kontrolom, Jugoslavenska armija bila je oslonac za potpuno komunističko osvajanje vlasti. Godine 1951. mijenja ime u Jugoslavenska narodna armija. Partizanski borci i stradalnici u novom društvu imali su brojne povlastice, pogotovo tzv. ‘’prvoborci’’ (nositelji partizanske spomenice – oni koji su se pridružili partizanima 1941.). Već prilikom agrarne reforme i kolonizacije Vojvodine partizanski borci su imali prvenstvo. Kasnije je osnovana krovna organizacija nekadašnjih partizana SUBNOR.
SFRJ je bila jedna od samo dviju europskih zemalja koje su većinom oslobodile vlastite snage u Drugom svjetskom ratu. Iako je tijekom oslobođenja Srbije, bitke za Beograd i proboja Srijemske bojišnice NOVJ primio značajnu pomoć sovjetskih i bugarskih snaga, a britanski zrakoplovci i mornarica su se borili zajedno s partizanima od sredine 1944., prije toga partizani nisu se mogli osloniti na pomoć savezničkih trupa. Ubrzo nakon završetka ratnih operacija nije više bilo stranih postrojbi razmještenih po teritoriju Jugoslavije. Kao rezultat toga, zemlja se našla između zapadnog i sovjetskog bloka u Hladnom ratu. 1947./8. SSSR je pokušao potčiniti Jugoslaviju kao što je učinio s ostalim zemljama Srednje i Istočne Europe, prvenstveno na polju vanjskih poslova - komunističko vodstvo Jugoslavije je uporno podržavalo grčke komuniste u Grčkom građanskom ratu (1944. – 1949.), čak i nakon što je SSSR odlučio u dogovoru sa SAD i Velikom Britanijom napustiti pretenzije prema Grčkoj - što je rezultiralo razlazom Tita i Staljina, a zamalo i oružanim sukobom. Uslijedilo je dugo razdoblje hladnih odnosa, što je potaknulo SAD i Ujedinjeno Kraljevstvo na razmatranje priključenja Jugoslavije NATO-u. To se pokazalo nerealnim 1953. izbijanjem Tršćanske krize, oštrog spora između SFRJ i zapadnih Saveznika oko granice s Italijom, a pogotovo nakon pomirbe SSSR-a i SRFJ 1956. Tako se, silom prilika, SFRJ odlučila za neutralnu politiku tzv. nesvrstanosti.

## Zločini
Postoje slučajevi u kojima su partizanske postrojbe vršile represiju nad mještanima sela koja im nisu bila naklona (primjerice, Zrin, Boričevac, Španovica). Bilježe se i slučajevi i prisilne mobilizacije. Budući da je uz oslobođenje zemlje cilj bila i socijalistička revolucija, prilikom privremenog ili trajnog oslobađanja naselja, partizanske postrojbe su često, uz ratne zločince, prijekim sudom ili bez suđenja likvidirale i brojne stvarne ili potencijalne protivnike komunizma. Sličan obrazac se osobito masovno ponovio krajem rata, nakon što bi prestale vojne borbe. Dio partizanskih postrojbi, a ponegdje i lokalno stanovništvo, uključio se u masovna ubojstva u razdoblju nakon završetka rata, usmjerena protiv stvarnih i navodnih simpatizera Sila Osovine, kolaboracionista i/ili fašista. Ujedno su stradali i bogatiji seljaci, svećenici i redovnici, svi koji su proglašavani narodnim neprijateljima. Protjerani su ili su bili prisiljeni napustiti zemlju i mnogi Nijemci, Mađari i Talijani. Najpoznatiji primjeri zločina su Bleiburg i Križni put, "fojbe" u Istri i ubojstva u Bačkoj. U Srbiji su zadnjih godina poduzete aktivnosti radi evidentiranja osoba koje su komunističke snage pobile nakon kraja njemačke okupacije 1944.: s danom 31. siječnja 2021. god. evidentirano je 59.554 pobijenih. Na relativno malom području Dubrovnika, bilježi se 697 žrtava (369 civila i 327 ratnih zarobljenika) pobijenih od strane partizana nakon "oslobođenja" 1944. godine. Iz zagrebačkih bolnica, odvedeno je i potom pobijeno u svibnju 1945. godine 4.791 bolesnika i ranjenika iz reda pripadnika poraženih vojski.
Pokolj u Bleiburgu bio je čin odmazde nad kolonom slovenskih domobrana, četnika i HOS-a NDH zajedno s tisućama civila u povlačenju prema Austriji, u pokušaju predaje Saveznicima. Zločini su počinjeni i nakon službene predaje NOVJ-u, nad brojnim civilima i ratnim zarobljenicima. Kolona zarobljenika natjerana je na duge marševe po Jugoslaviji, na kojima su mnogi ubijeni i mučeni. U Istri i Slovenskom primorju, kao odmazdu za više desetljeća talijanskih nasilja i okupacije, pripadnici slovenskih partizanskih postrojbi, 8. dalmatinske udarne divizije i mještani počinili su čistku nad preostalim talijanskim fašistima, njihovim simpatizerima i suradnicima. Tijela su uglavnom završavala u krškim jamama – fojbama. Zajedničko talijansko-slovensko istražno povjerenstvo osnovano 1993., koje je istraživalo samo događaje na području današnje Italije i Slovenije, zaključilo je da su ubojstva uslijedila iz želje za uklanjanjem svih povezanih s fašizmom (bez obzira na osobnu odgovornost) te za izvršavanjem preventivnih čistki stvarnih, mogućih ili navodnih protivnika komunističkog režima. Slično se dogodilo i brojnim Mađarima u Bačkoj i Nijemcima u Srijemu, Slavoniji i Vojvodini. Posebni su teški bili zločini nad Nijemcima: AVNOJ je u studenom 1944. donio odluku o nacionalizaciji i oduzimanju imovine svim Nijemcima u Jugoslaviji, kao i građanskih prava te jugoslavenskog državljanstva. Od Nijemaca civila koji nisu izbjegli pred nastupanjem NOVJ-a, jedna četvrtina je smrtno stradala u logorima (uglavnom zbog bolesti i slabe ishrane), dok je ostatak nestao tijekom etničkog čišćenja ili je morao izbjeći. Potkraj 1944. do početka 1948. u logore je internirano oko 170.000 Nijemaca.
Postojale su razlike u ponašanju partizanskih postrojbi. Primjerice, u Ajdovščini slovenski partizani i lokalna posada Austrijanaca u Wehrmachtu dogovorili su prekid vatre i razoružavanje njemačke posade u završnim danima rata. Kad su partizani iz drugih dijelova Jugoslavije ušli u selo, nenaoružani Austrijanci su hladnokvrno strijeljani, što je prouzročilo negodovanje slovenskih partizana.[nedostaje izvor]
Mornari i vojnici NDH te njemački mornari koji su se predali ukrcani su na brod u Puli te odvedeni do otočića Jakljan kraj Dubrovnika, gdje je svih 214 zarobljenika strijeljano. Tajna masovna grobnica je otkrivena tek 2013. Žerjavić je izračunao da je ukupno 60.000 kvislinških snaga i kolaboracionista s područja NDH (iz Hrvatske, BiH te Srijema) – što znači pripadnika Ustaške vojnice, Domobranstva i posebnih muslimanskih jedinica – ubijeno u svibnju 1945. i nakon toga. Od tih 60.000 gotovo 50.000 ih je ubijeno kod Bleiburga i na Križnom putu, a oko 10.000 u vezi s događajima kod Viktringa. Posrijedi je, ipak, samo manji dio od ukupno oko 900.000 civilnih i vojnih žrtava tijekom rata i poraća.
U svibnju 1944. godine donijeta je Uredba o vojnim sudovima Vrhovnog štaba NOV i POJ iz svibnja 1944. godine, kojom se uredilo da su vojni sudovi ovlašteni suditi svim tzv. "narodnim neprijateljima"; koje su ti sudovi mogli osuđivati prema slobodnoj ocjeni za bilo koje djelo na smrtu kaznu ili kaznu teškog prisilnog rada u trajanju "od 3 mjeseca do 2 godine pa i više" (čl. 16. – 17). Primjerični popisi kaznenih djela "narodnih neprijatelja" završavaju s "i sl.", te "i.t.d.", tj. mogli su vojni sud bilo kakvo "neprijateljsko" držanje proglasiti kaznenim djelom i izreći smrtnu kaznu (čl. 12. – 15). Postupak je uređen propisom koji je glasio: “Kod ustanovljenja istine o delu i krivnji optuženog sud nije formalno vezan ni za kakva dokazna sredstva, već donosi svoju odluku po slobodnoj oceni.” (čl. 27.) U praksi su kao kaznena djela - uz vrlo šturo obrazlaganje - proglašavano kritiziranje komunističke ideologije i pružanje bilo kakve, makar i samo verbalne, podrške NDH ili "okupatoru"; smrtne presude su izricane i izvršavane u velikim brojevima.
Partizanski zločini bili su tabu tema u SFRJ do kraja 1980-ih, kad su se kao rezultat višedesetljetne šutnje pojavile razne manipulacije brojkama, poput broja stradalih na Križnom putu ili Bleiburgu. Povijesna znanost se nakon kraja komunizma bavila brojnim partizanskim zločinima počinjenim za vrijeme ili nakon Drugog svjetskoga rata. Oko tog pitanja, međutim, postoje razne nedoumice i neslaganja, kako među povjesničarima, tako i u široj javnosti; brojke žrtava tih zločina nisu još dovoljno precizno utvrđene. Prva isprika za partizanske zločine do sada dogodila se 5. listopada 2013., prilikom obljetnice ustroja XI. dalmatinske brigade. Krešimir Sršen, predsjednik Zajednice antifašističkih boraca i antifašista Splitsko-dalmatinske županije, zatražio je oprost za zločin koji je postrojba počinila u Vrgorcu.
- Masakr u Bleiburgu
- Križni put (1945.)
- Jazovka
- Partizanski poslijeratni zločini u Maceljskoj šumi
- Jugokomunistički zločin u Zrinu
- Barbarin rov
- Logor Knićanin (Rudolfsgnad)
- Pokolj fratara u Hercegovini
- Pokolj na Kočevskom Rogu
- Pokolj na otoku Daksi
- Pokolj na otoku Jakljanu

## Naoružanje
Prvo osobno naoružanje partizana potjecalo je od Kraljevske jugoslavenske vojske. Bilo je to oružje koje su nakon kapitulacije Jugoslavije zadržali bivši jugoslavenski vojnici te sakrili, poput puške M24 Mauser. Tijekom rata partizani su koristili sve oružje do kojeg su mogli doći, najprije zarobljeno od Nijemaca, Talijana, Domobrana, Ustaša i Četnika, poput puške Mauser Karabiner 98, polustrojnice MP 40, strojnice MG 34, pušaka i karabina Carcano te automatskih pušaka Beretta; osobito su značajne količine zarobljene nakon kapitulacije Italije u rujnu 1943. godine. Tijekom 1944. i 1945. NOVJ je primio značajnu pomoć u streljivu i oružju od Sovjetskog Saveza i Ujedinjenog Kraljevstva, poput PPŠ-41 i strojnice Sten MKII. Usto, partizanske priručne radionice izrađivale su i vlastito oružje niže kvalitete po uzoru na tvorničko naoružanje, uglavnom puške i minobacače.
Od težeg naoružanja partizani su do 1943. uglavnom samo ponegdje uspjeli nakratko zaplijeniti topove ili oklopna vozila, koja su uglavnom brzo napuštali ili uništavali da ne padnu u ruke protivnika. To će promijeniti tek Kapitulacija Italije, kada će se partizani domoći nešto težeg naoružanja ukljućujući oklopna vozila kao npr. Fiat L6/40, Autoblinda 41 i AS37 Protetto.
Nakon što je Italija kapitulirala, preko otoka Visa koji je bio pod kontrolom partizana i britanskih vojnih snaga dopremljeno je jugoslavenskim partizanima od listopada do prosinca 1943. godine više od 6.000 tona razne vojne pomoći. U to vrijeme se prijevoz savezničke vojne pomoći broji u desetcima tona, ali je od ožujka 1944. god. uspostavljen jači britansko-američki zračni most, koji je omogućio dopremu savezničke vojne opskrbe do partizanskih postrojbi u raznim područjima.
U razdoblju od 1. siječnja 1944. do 5. svibnja 1945. godine je od zapadnih saveznika isporučeno partizanima 20.547 tona hrane, 350.043 vojnih odora, 418.144 pari obuće, 111.236 deka, 286 tona medicinskog materijala, 116 protuzračnih topova, 248 protutenkovskih topova, 183 raznih drugih topova, 1.461 minobacača,  115.514 pušaka, 460 strojnica i 12.319 puškostrojnica, 49.063 automata "Sten", 2.266 protutenkovskih pušaka, 873.639 granata, 106.549 mina, 753 tona eksploziva, 167.321.175 komada raznog strljeljiva, 103 tenka "Stuart", 26 raznih oklopnih vozila i 525 drugih vozila, 1.731 radijskih pripopredajnika, te razni drugi materijal. Jugoslavenski piloti su letjeli u eskadrilama britanskog ratnog zrakoplovstva RAF, koje su bile stacionirane u Dalmaciji. Sa sovjetske strane stiglo je u istom razdoblju 96.550 pušaka, 20.528 pištolja, 68.819 komada raznog automatskog oružja, 3.797 protutenkovskih pušaka, 3.364 minobacača, 248 protutenkovskih topova i 895 ratnih drugih topova, 65 tenkova, 864 radio primopredajnika, 491 vojnih aviona, 631 tona eksploziva, 114.267.235 komada raznog streljiva i razna druga oprema. Materijal je ispočetka uglavnom dovožen avionom, sa zapada u 5.224 britanska i američka, te 692 talijanska leta teretnim zrakoplovima, a sa sovjetske strane s 422 leta. Materijal je također dobavljan morem, te kopnenim putem nakon što su sovjetske snage izbile na jugoslavenske granice. Zapadni saveznici nisu tražili nikakvu naplatu za isporučeno oružje, a Sovjetski Savez je ostvario stanovitu naplatu u godinama nakon II. svjetskog rata.
U kasnu jesen 1944. na ratište je iz Italije stigla Prva tenkovska brigada NOVJ-a (naoružana tenkovima M3/M5 Stuart i oklopnim automobilima AEC), te zrakoplovne jedinice opremljena zrakoplovima tipa Hawker Hurricane i Supermarine Spitfire. Usto su im Sovjeti dostavili veću količinu topovskog naoružanja. Početkom 1945. partizani su od Sovjetskog Saveza primili zrakoplove tipa "Jakovljev" i "Iljušin", a nešto kasnije i tenkove tipa T-34 i oklopne automobile tipa "BA-64". Spomenuti tenkovi su organizirani u Drugu tenkovsku brigadu NOVJ-a. Pred kraj rata partizanima su isporučene i američki samohodni topovi tipa M7 (haubica) i M8 "Scott" (potonje su partizani nazivali "kadilak").

## Žene
U II. svjetskom ratu su borbene postrojbe zaraćenih strana tek rijetko uključivale žene, ali su - za razliku od takve svjetske prakse - postrojbe NOVJ obično imale 8 do 10 posto žena. Prema nekim procjenama udruge veterana SUBNOR bilo je u partizanima čak do 100 tisuća partizanki, ali tako značajnu brojku ipak nije moguće potvrditi na temelju znanstveno provjerenih podataka.
Jugoslavenski NOP obuhvaćao je oko 6 milijuna civilnih pristaša. Od toga, gotovo 2 milijuna žena bilo je obuhvaćeno Antifašističkom frontom žena (AFŽ), u kojoj se tradicionalno miješalo s revolucionarnim. AFŽ je održavao škole, bolnice, pa čak i lokalne odbore. Oko 100.000 žena služilo je zajedno s oko 600.000 muškaraca u NOVJ-u. S druge strane, NOVJ je deklarativno naglašavao svoju privrženost pravima žena te spolnoj ravnopravnosti te je koristio tradicionalne ženske likove iz folklorne tradicije kako bi privukao žene i dao legitimitet partizankama (primjerice, Mila Gojsalić ili majka Jugovića).  Nakon rata žene su vraćene u svoj tradicionalni položaj, no Jugoslavija je bila jedinstvena po količini pozornosti koju su povjesničari pridavali ulozi žena u NOP-u.

## Kulturna ostavština
Među partizanima bili su neki od najvažnijih umjetnika i kulturnih djelatnika Jugoslavije. Iskustva i sjećanja na rat i boravak u partizanima imala su velik utjecaj na kulturu zemlje. Slijedom toga, patizanska borba je bila dobro zabilježena radovima i sjećanjima sudionika. Inozemni pogled na NOVJ dala je Evelyn Waugh, krajem rata stacionirana u Jugoslaviji, u svojoj knjizi iz 1961. Bezuvjetna predaja. Brojna sjećanja služila su kao nadahnuće za važna književna djela mnogih autora, među kojima su Vladimir Nazor, Jure Kaštelan, Joža Horvat, Ivan Goran Kovačić, Oskar Davičo, Antonije Isaković, Branko Ćopić, Karel Destovnik Kajuh, Mihailo Lalić, Edvard Kocbek, Tone Svetina, Vitomil Zupan i drugi. Poema Ivana Gorana Kovačića Jama, popraćena grafičkim oblikovanjem Zlatka Price i Ede Murtića, izdana je 1944. na oslobođenom području, u Topuskom, te je jedno od najvažnijih i najdojmljivijih djela s tematikom narodnooslobodilačkog rata.
Slovenac Božidar Jakac, sudionik drugog zasjedanja AVNOJ-a u Jajcu, prikazao je svoje ratne dojmove u brojnim grafikama. Partizani su ostavili veliki trag i u folkloru, posebno narodnim pjesmama. Prema Vladimiru Dedijeru, više od 40.000 narodnih pjesama i popijevki inspirirano je NOB-om. Pod okriljem SFRJ stvarani su urbani mitovi te izrazito pozitivna slika o postignućima i borbenim sposobnostima partizana.
Prvi stripovi s tematikom partizana pojavili su se već tijekom rata u primitivinim uvjetima izdavanja, dok su ih nakon rata popularizirali hrvatski autori Ivica Bednjanec i Jules Radilović. Najpopularniji likovi bili su Mirko i Slavko.
Partizanska borba, posebno zbog utjecaja države i režima, značajno je utjecala i na jugoslavensku kinematografiju. Stvoren je poseban žanr partizanskog filma s vlastitim motivima i nepisanim pravilima, slično američkim vesternima. Najznačajniji je Bitka na Neretvi, nominiran za Oskara 1969. Američki film Sila s Navaronea s Harrisonom Fordom u glavnoj ulozi prikazao je borbu partizana kroz glavnu priču američkih i britanskih komandosa koji dolaze pomoći partizanima dignuti u zrak most. Snimljene su i brojne TV serije o partizanima, kao što su Kapelski kresovi ili Mačak pod šljemom, dok se u nekima pojavljuju motivi NOB-a, poput Našeg malog mista, Velog mista i sl.
Po poginulim partizanima, narodnim herojima, imenovane su škole i ulice, ali i velika poduzeća. Iako su mnoga preimenovana nakon 1990., imena Janka Gredelja, Viktora Lenca, Rade Končara, Tome Vinkovića, Đure Salaja, Ive Lole Ribara ili Josipa Kraša i danas su poznata po tvrtkama koje nose njihova prezimena.
Najvidljiviji dio partizanske kulturne ostavštine je niz spomenika. Mnogi pripadaju razdoblju socrealizma. Dio tih spomenika značajno je nastradao tijekom Domovinskog rata ili Rata u BiH kao simboli propalog komunizma i tada agresorske JNA. U kasnije povučenom članku, CNN ih je uvrstio na popis najružnijih spomenika na svijetu.

## Poznati partizani
- Josip Broz Tito (1892. – 1980.), zapovjednik NOVJ-a, kasnije maršal Jugoslavije i njen predsjednik do smrti 1980.
- Franjo Tuđman  (1922. – 1999.), obavještajni časnik 10. zagrebačkog korpusa, kasnije prvi hrvatski predsjednik
- Sveto Letica "Barba" (1926. – 2001.), jedan od osnivača Partizanske mornarice, kasnije admiral i prvi zapovjednik HRM (1991. – 1996.)
- Janko Bobetko (1919. – 2003.), pripadnik Prvog sisačkog partizanskog odreda; kasnije general-major JNA i načelnik Glavnog stožera OSRH
- Anton Tus (1931. – 2023.), kasnije general-pukovnik JNA i zapovjednik JRZ (1985. – 1991.); prvi načelnik Glavnog stožera OSRH (1991. – 1992)., glavni vojni savjetnik predsjednika RH
- Boško Buha (1926. – 1943.),  maloljetni narodni heroj, ikona NOB-a
- Milovan Đilas (1911. – 1995.), crnogorski partizan
- Stjepan Filipović (1916. – 1942.), obješen kao partizan u Srbiji; autor slogana "Smrt fašizmu - sloboda narodu!"
- Edvard Kardelj (1910. – 1979.), slovenski komunist i političar, osnovao Oslobodilački front u Sloveniji
- Većeslav Holjevac (1917. – 1970.), politički komesar (povjerenik) IV. korpusa, kasnije zagrebački gradonačelnik
- Franjo Kluz (1913. – 1944.), osnivač partizanskog zrakoplovstva, poginuo kao pilot Spitfire-a
- Rade Končar (1911. – 1942.), narodni heroj, strijeljan od talijanskih fašista u Šibeniku. Po njemu je nazvana tvrtka Končar
- Ivan Goran Kovačić (1913. – 1943.), književnik, ubijen od četnika u okolici Foče u istočnoj Bosni
- Sava Kovačević (1905. – 1943.), crnogorski partizan, poginuo na Sutjesci kao zapovjednik III. divizije
- Josip Kraš (1900. – 1941.), sindikalist i dužnosnik KPJ, poginuo u borbi s ustašama u Karlovcu. Po njemu je nazvana tvrtka Kraš
- Vladimir Nazor (1876. – 1949.), predsjednik ZAVNOH-a i prvi predsjednik Narodne Republike Hrvatske
- Moša Pijade (1890. – 1957.), novinar, slikar i političar, komunistički dužnosnik
- Aleksandar Ranković (1909. – 1983.), načelnik OZN-e
- Ivan Ribar (1881. – 1968.), predsjednik AVNOJ-a, predsjednik Predsjedništva Narodne skupštine Jugoslavije 1945. – 1953.
- Ivo Lola Ribar (1916. – 1943.), hrvatski političar, partizanski dužnosnik, narodni heroj Jugoslavije
- Velimir Škorpik (1919. – 1943.), prvi zapovjednik Mornarice NOVJ-a i narodni heroj Jugoslavije
- Milivoj Kujundžić (1928. – 2001.), borac Omiške brigade Mosorskog partizanskog odreda, kasniji udbaš, hrvatski političar i pravnik
- Josip Manolić (1920. – 2024.), sudionik NOB-a, radnik OZN-e / UDB-e / SDS-a, kasniji hrvatski političar i pravnik
- Živko Juzbašić (1924. – 2015.), sudionik NOB-a, hrvatski političar srpske nacionalnosti i mirotvorac